# Friedrichshafen G.III
Le Friedrichshafen G.III est un avion militaire allemand de la Première Guerre mondiale.

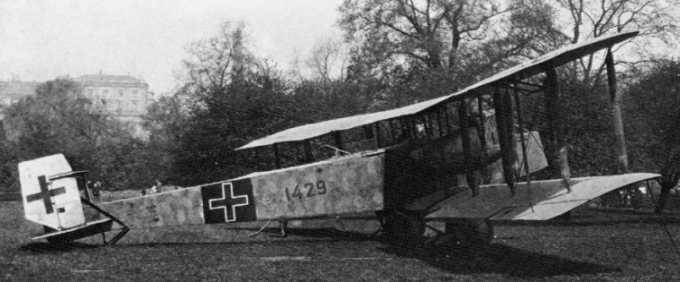

## Historique
Les gros avions Friedrichshafen G.II et G.III ont été utilisés par les escadrons de combat du commandement suprême de l'armée (Kagohl) sur le front de l'ouest, principalement dans les bombardements lourds sur Paris et Dunkerque et en Macédoine. Le G.III s'est avéré fiable, robuste et sans risque d'accident.